# Штрейхер, Любовь Львовна
Любовь Львовна Штрейхер (Штрайхер; 1885—1958) — советский композитор и музыкальный педагог.

## Биография
В 1920—1930-х годах — преподаватель музыкальной школы при Ленинградской консерватории. В конце 1930-х годов — ассистент Ленинградской консерватории по классу М. Гнесина. Затем преподавала в консерваториях Ленинграда и Ростова-на-Дону. Среди её учеников — композитор, музыкальный руководитель оркестра Эдди Рознера, Государственного эстрадно-симфонического оркестра Азербайджана, аранжировщик и аккомпаниатор певца Марка Бернеса Владимир Терлецкий, музыковед Ноэми Михайловская и другие.
Урна с прахом захоронена в колумбарии Донского кладбища.

## Сочинения
- Еврейская поэма для оркеста (1927)
- Женщины Востока (1937)

## Песни
- Советский простой человек
- Соколы (исп. И. Яунзем)